# Hôtel-Dieu de Bourg-en-Bresse
L'hôtel-Dieu de Bourg-en-Bresse ou hôpital de Bourg-en-Bresse est un hôpital situé à Bourg-en-Bresse, en France.

## Présentation
La construction du bâtiment a débuté en 1782. Les plans furent réalisés par Pierre-Adrien Pâris. C’est toutefois Gaspard Chauverêche qui a la responsabilité du chantier. 
Le bâtiment entoure un cloître. Il est surmonté d'un dôme. Dans l’aile Sud, se trouve l'apothicairerie qui fait l'objet d'un musée
.

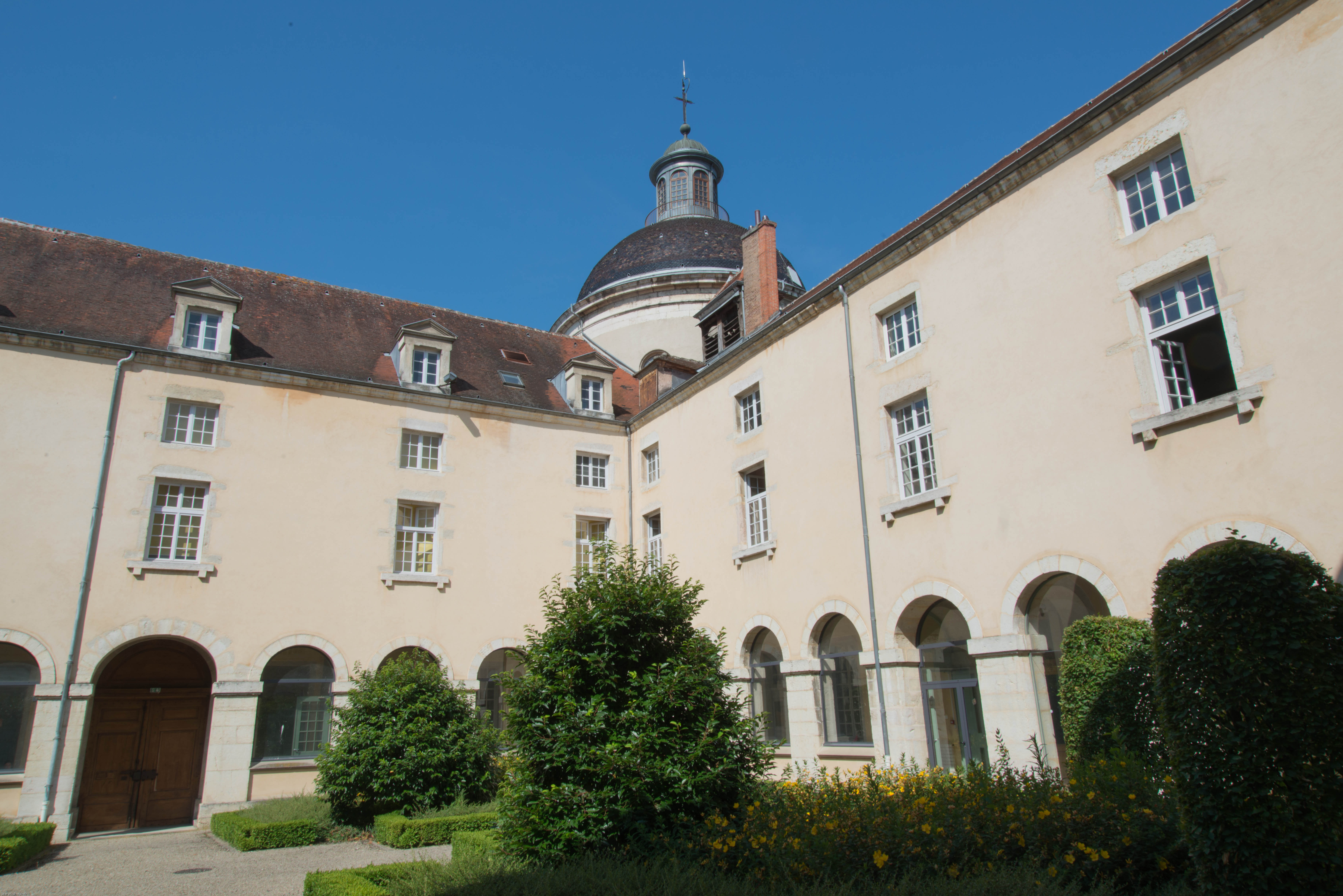
L'hôtel-dieu : vue d'une cour intérieure.
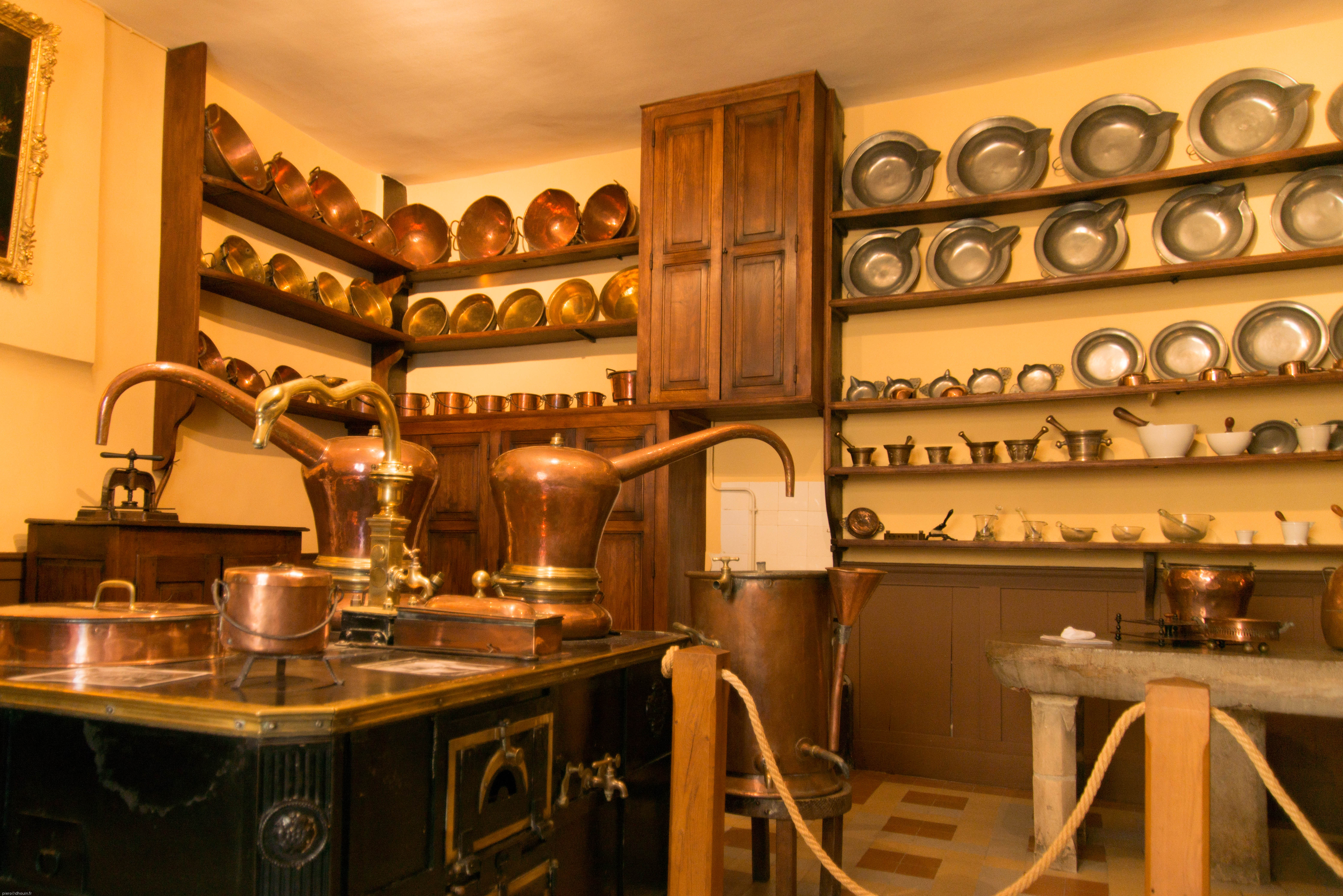
Laboratoire de l'apothicairerie.

## Protection
L'hôpital est situé dans le département français de l'Ain, sur la commune de Bourg-en-Bresse. L'édifice est inscrit partiellement au titre des monuments historiques en 1947.